# Sergio Hernández (acteur)
Pour les articles homonymes, voir Hernández.
Sergio Fernando Hernández Albrecht, né le 27 mai 1945 à Arica en Région d'Arica et Parinacota, est un acteur chilien.

## Filmographie partielle

### Films
- 1971 : Juventud desnuda
- 1973 : La tierra prometida : le pilote de l'aéroplane
- 1975 : Les transplantés
- 1975 : Diálogos de exiliados : Fabián Luna, le chanteur kidnappé
- 1991 : Amelia Lópes O'Neill : Igor, le chef
- 1991 : La frontera : le détective maigre
- 1993 : Entre el poder y el deseo : l'antidrogue, le troisième
- 1993 : Johnny cien pesos : Mena Mendoza
- 1994 : Valparaíso : Sergio
- 1996 : Vivir al día
- 1997 : Takilleitor : José María
- 1999 : La tarde mirando pájaros
- 1999 : Tuve un sueño contigo : Parra
- 1999 : No tan lejos de Andrómeda : Félix
- 2000 : Mi famosa desconocida : Jesús Canales
- 2001 : Chico
- 2001 : Negocio redondo : « El Negro Torres »
- 2002 : Todo por ella
- 2002 : Tres noches de un sábado : Sergio
- 2002 : Un ladrón y su mujer : Fortunato García
- 2003 : B-Happy : Franco
- 2005 : La sagrada familia : Marco, le prêtre
- 2006 : Rojo, la película : Aurelio
- 2006 : Rojo Intenso : le commissaire Olivares
- 2008 : Chile Puede : le journaliste
- 2008 : Fiesta Patria : Don Álvaro
- 2008 : Secretos : Atalibar 'Traitor' Leal
- 2008 : Oscuro/Iluminado
- 2009 : Teresa: Crucificada por amar : Don Vicente García-Huidobro
- 2009 : Dawson Isla 10 : le commandant Jorge Sallay
- 2009 : El baile de la Victoria : Don Charly
- 2009 : Inside Car : le prêtre
- 2011 : Mejor no fumes : Sr. Arancibia (voix)
- 2011 : El año del tigre : Capataz
- 2011 : Sal : Viejo vizcacha
- 2012 : El primer día del resto de mi vida : Mario
- 2012 : No : le militaire
- 2012 : La Nuit d'en face (La noche de enfrente) : Celso Robles
- 2012 : Carne de Perro
- 2013 : Gloria : Rodolfo
- 2013 : 50 Rosas : Alberto
- 2014 : Tierra de Sangre : Alcalde
- 2014 : Vacaciones en Familia : Miguel Arteaga
- 2015 : En la gama (En la gama de los grises) : Toto
- 2015 : La memoria del agua : Pedro
- 2015 : Chiamatemi Francesco - Il Papa della gente : Papa Francesco anziano
- 2016 : Nunca vas a estar solo : Juan
- 2017 : Une femme fantastique (Una mujer fantástica) : le professeur de chant

### Séries télévisées (telenovas)
- 1999 : La fiera :  Narciso Barrientos
- 1999 : Aquelarre : Maximiliano Jara Errazuriz
- 2000 : Romané : Stefan Dinamarca
- 2009 : Sin anestesia : Fernán Altúzer
- 2011 : La doña : Antonio Ximénez de Mendoza